# هادي جعفري
هادي جعفري (4 أغسطس 1982 بفلاورجان في إيران - ) هو لاعب كرة قدم إيراني في مركز الوسط. لعب مع نادي سباهان أصفهان ونادي غسترش فولاد وFoolad Natanz F.C. ‏.

## وصلات خارجية
- هادي جعفري على موقع الاتحاد الدولي (مؤرشف)  (الإنجليزية)
- هادي جعفري على موقع قاعدة بيانات كرة القدم.إي يو (الإنجليزية)